# 59045 Gérardlemaitre
59045 Gérardlemaitre è un asteroide della fascia principale. Scoperto nel 1998, presenta un'orbita caratterizzata da un semiasse maggiore pari a 2,6021908 au e da un'eccentricità di 0,1362144, inclinata di 2,61214° rispetto all'eclittica.